# Majadas de Tiétar
Majadas o Majadas de Tiétar es un municipio y localidad española de la provincia de Cáceres, en la comunidad autónoma de Extremadura. El término municipal, perteneciente al partido judicial de Navalmoral de la Mata y a la comarca del Campo Arañuelo, tiene una población de 1267 habitantes (INE 2024).

## Toponimia y gentilicio
El nombre de Las Majadas, otra de las tres aldeas conocidas, hace referencia a las majadas, que era el lugar donde se recogían de noche el ganado y los pastores. En realidad era Maxadas, en castellano antiguo.
En cuanto a lo de Tiétar, en 1919 tuvo lugar un suceso anecdótico. Un majaero envió sus muebles desde Mérida a su localidad natal (Majadas) por ferrocarril. Sin embargo, los objetos fueron descargados en Miajadas. Lógicamente, protestó y encargó unos sobres con el membrete, Majadas de Tiétar, que usaría desde entonces para evitar confusión. [cita requerida]
Oficialmente, el gentilicio de Majadas es majaeño/a, pero popularmente a sus habitantes se los conocen como majaeros/as.

## Símbolos
Cumplimentando la normativa sobre heráldica recogida en el decreto 13/1991 de 19 de febrero y atendiendo a los principios de simplicidad, sencillez y simbolismo que deben primar en el diseño de escudos municipales, el autor de la memoria ha buscado el equilibrio en la simetría y la armonía de los elementos que forman parte del escudo, que resume las características fundamentales de la evolución histórica de Majadas, el cual, tiene mucho que ver con su origen humilde y pastoril, con su situación geográfica y con su riqueza agroganadera y forestal, pasada y presente.
Por tanto, los tres símbolos más representativos del lugar son:
- La Majada: Como elemento que simboliza el lugar donde descansa el ganado por las noches, en referencia al origen pastoril y ganadero.
- El Río: El río Tiétar, que circunda el municipio con sus fértiles vegas como fuente de vida y motor que impulsará el desarrollo económico del pueblo.
- El Pino: Como símbolo de nuestra riqueza agrícola y forestal, elemento que ha permanecido a lo largo de la historia, conservando y protegiendo bajo sus raíces la tierra que hoy hace de Majadas uno de los pueblos más prósperos de la zona.

El autor se inclinó por el modelo de escudo español partido con el fin de darle mayor esbeltez al conjunto de elementos que lo componen describiéndolo así:

En un campo de sinople (verde), una majada de oro (amarillo). En campo de plata (blanca), un pino arrancado de sinople (verde) sobre tres ondas de río azul (azul). Al timbre la corona real cerrada.

Actualmente, Majadas de Tiétar está preparando su bandera municipal, en el que se incluyen elementos tan importantes para la localidad como la majada, el río y el pino.

## Geografía

### Localización
Se encuentra situado en las vegas del valle del Tiétar e incluido en la mancomunidad del Campo Arañuelo, a unos 110 km de la capital provincial y a unos 210 km de Madrid. Está entre los términos de Toril, Casatejada (que se interpone entre Talayuela y el río Tiétar). En el otro margen, se encuentran Jaraíz, Pasarón y Tejeda.
En 2003 se declaró 'Corredor ecológico y biodiversidad' por la cantidad de aves de los pinares que existe. Su nombre (Majadas) nos indica su origen basado en la ganadería como actividad fundamental. Cuenta con una superficie total de 51,96 km². Majadas tiene como ciudad servicio a Navalmoral de la Mata, con la que se encuentra muy bien comunicada gracias a la autovía autonómica EX-A1.

### Clima
El clima de Majadas es continental,[cita requerida] caracterizado por lluvias más bien escasas e irregulares. Estas precipitaciones (entre 400 y 800 mm anuales) se concentran especialmente en primavera y en otoño. Los veranos suelen ser muy secos.
En cuanto a las temperaturas, los inviernos son frescos y los veranos cálidos. Las causas de que esto sea así, habría que buscarlas en su baja altitud, 264 m sobre el nivel del mar y el abrigo de los vientos del norte y noroeste.

## Naturaleza
Debido a sus características de suelo y clima, nos encontramos con un paisaje típicamente mediterráneo en las dehesas, o de regadío en las vegas del río. En el secano, la vegetación primordial es la de pastos y arbolado. La dehesa se conforma fundamentalmente por encinas, alcornoques, herbáceas y matorrales. A la vera del río y sus arroyos, el paisaje ha sido muy modificado por los regadíos. Los pinares (de la Ollilla y de Jaranda) se extienden por las proximidades del Tiétar.
En cuanto a la fauna, siempre muy abundante, debido a la acción del hombre (como por ejemplo, la caza) y otras condiciones, ha disminuido en los últimos años. En las dehesas prosiguen las ganaderías lanares y vacunas, pero ha disminuido la cabaña ganadera, habiendo casi desaparecido el cerdo. La reducción de la superficie dedicada al secano ha influido en ello.

## Historia
Es difícil saber la fecha exacta en que las primitivas alquerías levantadas por los primeros pobladores, posiblemente compuestas por un conjunto de chozos temporales, abandonan su fisonomía temporera y se convierten en núcleos permanentes de población. Pero lo cierto es que es en ese momento, en el que se empiezan a levantar casas fijas, cuando van creciendo lentamente las localidades arropadas por la economía agropecuaria.
Es en esa época cuando Majadas de Tiétar pasa a depender de Plasencia, bajo el Sexmo del Campo Arañuelo, a la vez que tiene que pugnar con la poderosa Mesta y con los señoríos de los alrededores, que deseaban apoderarse de las múltiples dehesas arañuelas.
El origen de estas pequeñas aldeas es difícil de fijar, ya que han estado sometidas a los vaivenes de una sociedad pastoril que no buscaba un sitio fijo. Algunos de estos pequeños asentamientos eran tan pequeños que, de ellos, ni siquiera existen restos; otros son móviles. De todas se conoce el nombre de tres: Aldeanueva del Campo del Quejigal, Las Majadas y Llano del Rincón. De la primera, habría que decir, que estuvo situada cerca de lo que hoy es la dehesa boyal, y en la que se pueden ver algunos restos de su arquitectura primitiva, creyéndose incluso que fue el primer asentamiento de Majadas. También es posible que su nombre haga referencia a los primeros colonos que podrían provenir de Aldeanueva de la Vega. Lo del Quejigal está claro, pues hay muchos árboles de este tipo en esta zona.
En la zona había otros pequeños núcleos pastoriles y dispersos como Maulique y Maribáñez, junto a otros asentamientos desaparecidos. Los primeros pobladores, pues, fueron pastores, aunque luego se irían incorporando gentes de otros pueblos cercanos más ganaderos.
A la caída del Antiguo Régimen la localidad se constituye en municipio constitucional, conocido entonces como Majadas, en la región de Extremadura, desde 1834 quedó integrado en el partido judicial de Navalmoral de la Mata. En el censo de 1842 contaba con 450 hogares y 2465 vecinos.
A mediados del siglo XIX, el lugar tenía contabilizada una población de 383 habitantes. La localidad aparece descrita en el undécimo volumen del Diccionario geográfico-estadístico-histórico de España y sus posesiones de Ultramar de Pascual Madoz de la siguiente manera:

MAJADAS: v. con ayunt. en la prov. y aud. terr. de Cáceres (16 leg.), part. jud. de Navalmoral de la Mata (4), dióc. de Plasencia (6), c. g. de Estremadura (Badajoz 30): sit. á 1/2 leg. de la márg. izq. del r. Tietar, es de clima templado, reinan los vientos E. y O., y se padecen calenturas eslacionales. Tiene 70 casas mal distribuidas, la de ayunt. y cárcel en el mismo edificio; escuela de primeras letras dotada con 1,100 reales de los fondos públicos, á la que asisten de 20 á 30 niños de ambos sexos; igl. parr. dedicada al Salvador, de la que es aneja desde 1836, por efecto de la supresion de diezmos, la del Toril, con curato de entrada y provision del ordinario: en el templo hay un altar al lado del evangelio con una magnífica pintura del Ticiano, que representa á San Mauricio conduciendo al martirio á la legión Tebea. Su surte de aguas potables en 2 fuentes próximas al pueblo. Confina el térm. por N. con el de Jaraiz, interponiéndose el r. Tietar; E. Casatejada; S. Toril; O. la venta de la Bazagona en el mismo r., á dist. de 1/2 leg. por los 3 primeros puntos, 2 leg. por el último y comprende el desp. de el Llano del rincon á 1/2 leg. N. del pueblo, y mucho monte de encina bastante espeso por todos lados, y al estremo O. un pinar que coge mas de 2 leg.: le baña el espresado r. que deslinda su jurisd. y la del part.: el terreno es bastante desigual, de segunda y tercera calidad: los caminos vecinales y bastante deteriorados, sin esceptuar el que dirige desde Plasencia por la barca y venta de la Bazagona á Almaráz: el correo sé recibe en este último punto por balijero 2 veces á la semana: prod.: poco trigo, centeno y algunos garbanzos; se mantiene ganado de cerda, caballerías de labor y carga, y se cria pesca de barbos en el r. y caza menuda: ind. molinos harineros en el mismo r. á dist. de 1 y 2 leg. del pueblo. pobl. 70 vec., 383 almas. cap. prod.: 896,700 rs. imp. 44,835. contr. 6,501 26. presupuesto municipal 6,000, del que se pagan 2,200 al secretario por su dotacion, y se cubre con los fondos de propios.
(Madoz, 1848, p. 31)

## Demografía
Majadas cuenta con una población de 1267 habitantes (INE 2024).
| Gráfica de evolución demográfica de Majadas entre 1842 y 2021                                                       |
| |
| Población de derecho según los censos de población del INE Población de hecho según los censos de población del INE |

La evolución del número de habitantes a lo largo del siglo XX ha sido creciente, pasando de 518 habitantes en el año 1900, a los casi 700 de 1920. En época de posguerra, el crecimiento de la población fue muy notable en las décadas de 1950 y 1960, llegando a superar los 1300 habitantes. En los últimos años del siglo XX, la población de Majadas sufrió un sensible descenso en el número de habitantes.
Debido a su actividad económica (principalmente la agricultura), es un pueblo que recibe a una gran cantidad de población inmigrante, provocando el aumento del número de habitantes en los últimos años. Esta población inmigrante, es fundamentalmente marroquí, que conforman el 22 % del total de la población (172 en el año 2005). De estos, el 35 % tienen entre 16 y 35 años.
En parte, gracias a esta población joven inmigrante, Majadas se encuentra por encima de la media regional en cuanto a la tasa de natalidad y fecundidad. Sin embargo, el número de nacidos en el municipio es ínfimo, con 7 nacidos en el año 2004 y 10 en 2005.
De los 21 municipios de la mancomunidad, Majadas es la décima población en superficie, la sexta en habitantes y la quinta en densidad de población, además de ser, en años pasados y junto a Rosalejo, la localidad con menos paro de la región.

## Economía
La fuente principal de la economía municipal es la agricultura, sobre todo del cultivo del tabaco, el pimiento y la avena. Es lo que crea empleo y mano de obra. Al año se contabilizan unos 4000 jornales que van rotando entre el tabaco y el pimiento. Esto hace un montante de unos 196 000 € recaudados que se pueden llevar a cabo gracias a las ayudas de la Consejería de Medio Ambiente, y el Desarrollo de la Dehesa Boyal, la cual tiene unas 800 hectáreas, 610 de secano y el resto de regadío. El anuncio de la muerte del cultivo del tabaco es negativo para la economía del pueblo, aunque se está comenzando a buscar alternativas a este en árboles frutales, tales como por ejemplo los cerezos. Pero nada podrá sustituir a un cultivo como el tabaco, que ingresa al año unos 173 000 € en las arcas municipales, ya que cuenta con una concesión en la que se explota directamente 56 000 kg anuales de este producto.
Otras actividades económicas en Majadas son la ganadería (ovina y vacuna), el pequeño-mediano comercio y la fabricación de muebles. Cuenta en su término municipal con los pinares de la Ollilla, incluidos en el Corredor ecológico y de biodiversidad de los Pinares del Tiétar, donde se pueden encontrar espárragos o setas.
En la actualidad, existe en el municipio una planta termosolar con una capacidad de generación eléctrica de 50 MW, construida por Acciona Energía, suficiente para abastecer a 28 000 hogares.

## Patrimonio

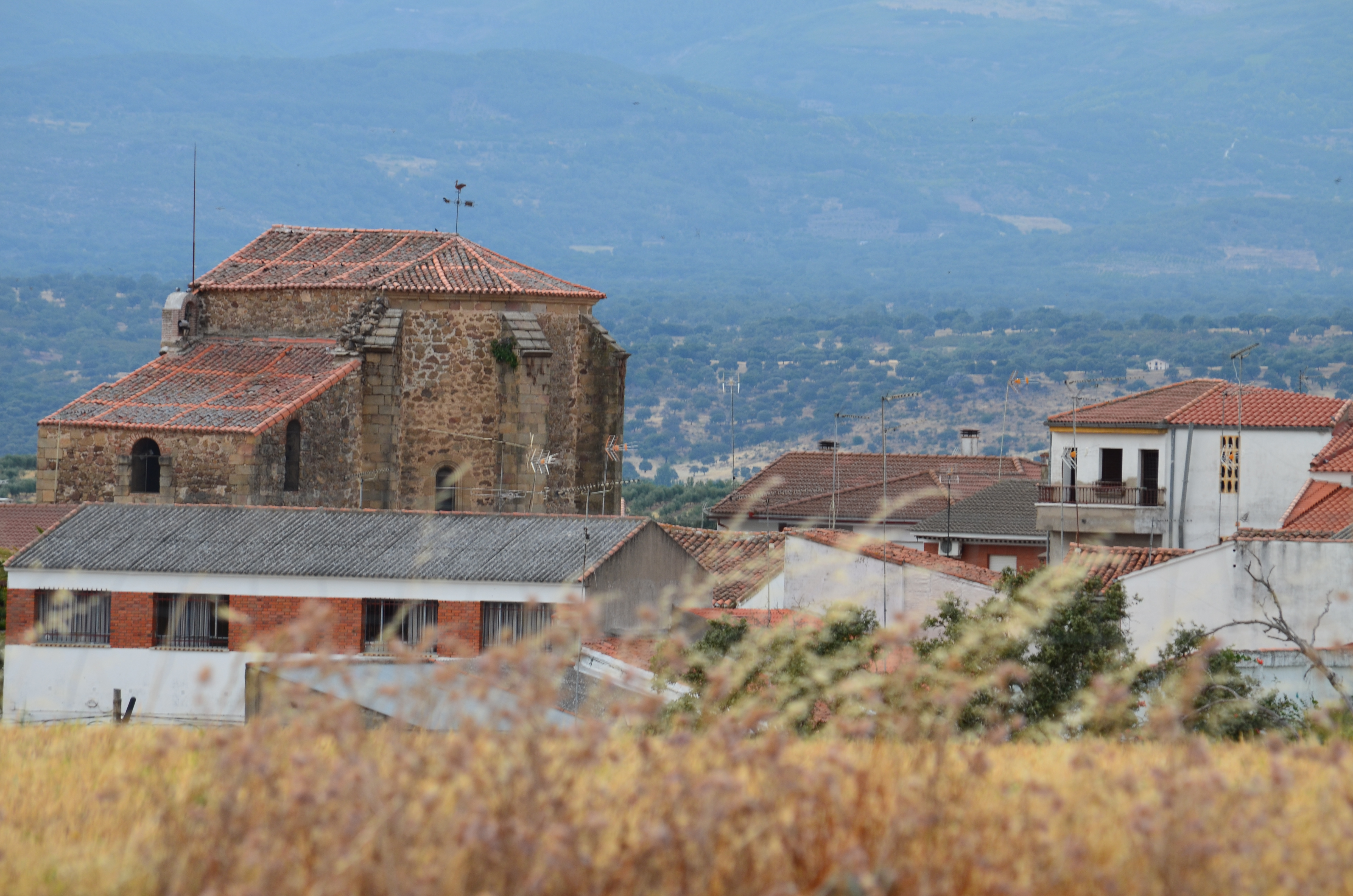
Iglesia vista desde el cerro del pueblo

La iglesia de San Salvador pertenece a la Archidiócesis de Mérida-Badajoz, Diócesis de Plasencia, arciprestazgo de Casatejada. Se trata de una edificación de los siglos XVI y XVII en la que se distinguen sus dos épocas constructivas, destacando el uso del granito como refuerzo de las esquinas y paredes en mampostería, pero también es un inmueble sencillo sin ornamentación interior y pocas imágenes, ni retablo mayor ni laterales, pues mucho de lo que tenía se perdió tras la guerra civil. Es de interés el presbiterio y algunos de sus cuadros. Fue el párroco Teodoro que en el año 1960 desnudó la iglesia por completo quitó el rebozado para que se viera la piedra quitó los retablos imágenes.
Frente a la iglesia parroquial está ubicada la Cruz de los Caídos. Durante la dictadura se encontraba situada en uno de los extremos de la Plaza de Extremadura. La casa consistorial está situada en la plaza de Extremadura.

## Fiestas locales
- 20 de enero: Fiestas patronales (San Sebastián)
- Segundo fin de semana de mayo: Fiesta de la Encina
- 8 de septiembre: Fiestas del Toro, en honor a Nuestra Señora de la Soledad

### Fiestas patronales de San Sebastián
Aunque la iglesia parroquial está dedicada al Salvador, las fiestas patronales se celebran en honor a San Sebastián (mártir), siendo el 20 de enero el día el mayor de la festividad.
Las mismas comienzan con el tradicional recibimiento del tamborilero por los kintos y el mayordomo en la Plaza de Extremadura. Es en ese mismo lugar donde se da el chupinazo de salida a las fiestas con el encendido de la Hoguera del Santo Patrón. Es en ese momento cuando oficialmente comienzan varios días llenos de música, juegos y diversas actividades de entretenimiento festivo.
Es tradicional en estas fiestas la degustación de las típicas perrunillas y del aguardiente.
La imagen de San Sebastián es portada todos los días, tras la misa solemne, en procesión por las calles y plazas de la localidad, en un acto repleto de emotividad.
El día 20, acompaña a la imagen del santo el grupo de la Danza de los Palos. Tras la procesión, el mayordomo procede a la Subasta de las Andas del Santo Patrón.
También es tradicional, que los últimos que porten la imagen del Santo en el último día de fiesta, para cerrarlas, sean los propios kintos.

### Fiesta de la Encina
En el mes de mayo, se celebra la Fiesta de la Encina, cuya primera edición se celebró en el año 2001, y que consiste en una convivencia de todos los vecinos en la Dehesa Boyal, en un día a la par que festivo, reivindicativo. Por cada edición de la fiesta se planta una encina y se hacen honores a la encina 'Valeriana' que es la más singular de la zona.
Es una fiesta en la que se reivindica el cuidado de este árbol que es más que eso, pues ya se ha convertido en símbolo emblemático de Extremadura.

### Fiestas del Toro
Es la fiesta más deseada por los jóvenes se crean sus peñas desde los más pequeños hasta los más grandes. Los habitantes acuden a la capea que consiste en torear tres vaquillas al estilo tradicional.

### Otros festejos
- Carnaval: el martes carnaval, se celebra por las calles del pueblo el tradicional pasacalles, donde sus habitantes se disfrazan.
- Calvotes: lo celebra generalmente la población más joven, pasando el fin de semana en el campo, coincidiendo con la festividad de Todos los Santos.

## Folclore

### Traje típico
- Traje de gala
- El traje de gala femenino está compuesto por 9 piezas:

- Zapatos negros de tacón.
- Medias blancas de hilo.
- Pololos blancos rematados con pasacintas y puntilla.
- Enaguas blancas rematadas con pasacintas y puntilla.
- Rafajo bordado a mano con hilo de un solo color o gran variedad de colores.
- Mandil en negó bordado y rematado con puntilla.
- Faldiquera bordada y del mimo color que el refajo.
- Jubón en raso negro, rematada en cuello, puños y centro con puntilla blanca.
- Pañuelo de cien colores y con un lazo atrás del mimo color que el refajo.
- Moña en el centro adornada con horquillas doradas, pendientes dorados y gargantilla al cuello con pasador.
- El traje de gala masculino está formado por 7 elementos:

- Zapatos negros.
- Medias blancas de hilo.
- Pantalón recto a media pierna en terciopelo negro.
- Faja roja de lana lisa.
- Camisa blanca, lisa de hilo con jaretillas.
- Chaleco abierto en terciopelo negro.
- Pañuelo rojo de raso atado al cuello.
- Traje campesino
- El traje de campesina femenino está compuesto por 7 piezas:

- Zapatillas negras de esparto.
- Medias blancas de hilo.
- Pololos blancos rematados con pasacinta y puntilla.
- Enaguas blancas rematada con pasacinta y puntilla.
- Falda a cuadros en blanco y negro.
- Camisa blanca de hilo con jaretillas.
- Chaleco negro atado con cordón.
- El traje de campesino masculino lo componen 5 piezas:

- Zapatillas negras de esparto.
- Medias blancas de hilo.
- Pantalón negro largo.
- Faja verde de lana lisa.
- Camisa blanca de hilo con jaretillas.